# Bakauheni (plaats)
Bakauheni is een bestuurslaag in het regentschap Lampung Selatan van de provincie Lampung, Indonesië. Bakauheni telt 11.805 inwoners (volkstelling 2010).